# Wijnegem
Wijnegem – miejscowość i gmina (gemeente) w Belgii, w Regionie Flamandzkim, w prowincji Antwerpia, w okręgu Antwerpia. 

## Demografia
- Źródła: NIS, od 1806 do 1981= według spisu; od 1990 liczba ludności w dniu 1 stycznia

1 stycznia 2024 całkowita populacja Wijnegem liczyła 10 58 0osób. Łączna powierzchnia gminy wynosi 7,88 km², co daje gęstość zaludnienia 1342 mieszkańców na km².